# في كيه 4501 (بيه)
 في كيه 4501 تايجر (بيه) هو نموذج أولي لدبابة ثقيلة غير ناجحة تم إنتاجها بواسطة بورشيه في ألمانيا في عام 1942. لم يتم اختياره للإنتاج مطلقا.تم اختيار تصميم هينيشل ليتحول لدبابة تايجر 1 اما بورشيه فقد تحول نموذجه لمدمرة الدبابات الفينت. 

## التصميم
1. ↑  "Porsche - vom Konstruktionsbüro zur Weltmarke" (بالألمانية). ISBN:978-3827501004. {{استشهاد ويب}}: الوسيط |مسار= غير موجود أو فارع (help)
2. ↑  Peter Chamberlain؛ Hilary L. Doyle (1993)، Encyclopedia of German Tanks of World War Two, Revised Edition، Arms and Armour Press، OL:39207399M، QID:Q15055890

- Jentz، Thomas؛ Doyle، Hilary (1999). Panzerkampfwagen VI (P) (Sd. Kfz. 181) The History of the Porsche Type 100 and 101 also known as the Leopard and Tiger (P). Darlington: Darlington Productions. ISBN:978-1-8928-4803-1.